# Secrets (1992)
Secrets is een Amerikaanse televisiefilm uit 1992 onder regie van Peter H. Hunt. De film maakt deel uit van de verfilmingen van romans van Danielle Steel en het werd in Nederland op dvd uitgebracht onder de titel Secrets of Manhattan.

## Verhaal
Mel Wexler is een succesvolle Hollywoodproducer die zich na het overlijden van zijn vrouw en kinderen in een vliegtuigongeluk volledig heeft gestort op zijn werk. Hij is druk bezig met het selecteren van acteurs in de nieuwe televisieserie Manhattan. Voor de grootste rol benadert hij de succesvolle filmster Sabina Quarles. Aanvankelijk wil ze zich niet binden aan een televisieserie, maar uiteindelijk accepteert ze de rol. Er zijn geruchten dat ze moeilijk in de omgang is, maar dit is grotendeels te wijten aan een geheim dat ze met zich meedraagt.
Mel krijgt een relatie met haar, maar deze wordt op de proef gesteld door haar regelmatige uitstapjes naar San Francisco. Hij vermoedt dat ze een affaire heeft met ene David, maar uiteindelijk geeft ze toe dat ze een buitenechtelijke zoon heeft van een politicus en dat deze doodziek is en een dokter in San Francisco nodig heeft. Ondertussen heeft Jane Adams, die een andere grote rol speelt in de serie, ook veel problemen. Ze wordt regelmatig in elkaar geslagen door haar echtgenoot Dan en hij verbiedt haar om ooit nog een rol aan te nemen.
Jane ziet geen toekomst meer met haar man en accepteert de rol, waarvoor ze van Los Angeles naar New York moet verhuizen. Haar tienerdochter Alexa ziet dit als verraad en kiest partij voor haar vader. Jane krijgt een relatie met tegenspeler Zack Taylor, die ook een geheim met zich meedraagt. Hij heeft drie jaar geleden het bed gedeeld met een meisje, maar later beweerde ze minderjarig te zijn en werd hun vrijpartij vastgelegd op de camera. Sindsdien wordt hij gechanteerd om haar te betalen. Jane probeert hier een einde aan te maken en doet zich voor als agent om de videoband te bemachtigen. Niet alleen krijgt ze deze, maar de vrouw geeft ook toe dat ze destijds eigenlijk al 18 jaar oud was.
Andere medespelers van de serie zijn Bill Warwick en Gaby Smith. Bill is een succesvolle acteur die een imago als sekssymbool heeft. Hiervoor moet hij zijn huwelijk met actrice Sandy Warwick geheimhouden. Sandy was volgens Bill ooit een pracht van een vrouw, maar raakte later verslaafd aan drugs en ze ging zelfs zover dat ze de prostitutie in ging. Bill probeerde haar op het rechte pad te helpen door haar een rol in de serie te bezorgen, maar deze rol ging uiteindelijk naar de steenrijke Gaby. Bill denkt dat ze de rol door haar connecties heeft gekregen en behandelt haar slecht.
Gaby, die stiekem verliefd is op Bill, voelt zich hier slecht door en probeert het goed te maken met hem. Als Sandy op een avond dood wordt aangetroffen, wordt Bill beschuldigd van moord. Gaby probeert hem te helpen door een vals alibi te geven, maar dit maakt hem alleen nog maar verdachter. Desondanks legt hij zijn ruzie met Gaby bij en krijgen ze zelfs een relatie. Aan het einde wordt hij vrijgesproken en krijgt hij de rol in Manhattan, die hij oorspronkelijk heeft moeten opgeven door het schandaal, weer terug. Ook voor Jane is er een goede afloop. Alexa betrapt haar vader als hij Jane onder schot houdt door haar affaire met Zack en realiseert zich eindelijk dat niet haar moeder, maar haar vader de slechterik is.

## Rolverdeling
| Acteur              | Personage              |
| ------------------- | ---------------------- |
| Christopher Plummer | Mel Wexler             |
| Stephanie Beacham   | Sabina Quarles         |
| Linda Purl          | Jane Adams             |
| Gary Collins        | Zack Taylor            |
| Ben Browder         | William 'Bill' Warwick |
| Josie Bissett       | Gabrielle 'Gaby' Smith |
| John Bennett Perry  | Dan Adams              |
| Nicole Eggert       | Alexa Adams            |
| Brenda Bakke        | Sandy Warwick          |